# Pere Bartomeu
Pere Bartomeu (en francès Pierre Barthélemy), fou un místic i soldat marsellès del segle xi, que marxà cap a Terra Santa amb la croada comandada per Ramon IV de Tolosa i morí a causa de la relíquia de la Llança Sagrada, esmentada en l'evangeli de sant Joan.

## Les visions de Pere Bartomeu
Pere marxà amb l'expedició militara cap a Terra Santa de la Primera Croada. El desembre del 1097, durant el llarg setge d'Antioquia, Pere digué que havia tingut unes visions, en què se li aparegué l'apòstol sant Andreu. Afirmava que li havia demanat que entrés a l'església de Sant Pere d'Antioquia i que a l'interior hi trobaria la llança que havia traspassat el cos de Jesús de Natzaret quan estava a la creu. Pere havia d'informar d'això als caps de la croada però no ho va fer. L'apòstol se li aparegué quatre vegades més.
Al febrer del 1098 començà a perdre la vista, probablement a causa de la fam que estaven passant tots, però ell ho atribuí a un càstig de l'apòstol per no haver fet cas del somni. Començà llavors a excavar al sòl de l'església i el 14 de juny declarà haver trobat la llança i haver rebut una nova visita de sant Andreu, el qual li havia demanat instituir una festa en honor d'aquest descobriment.
Molts el van prendre per un entabanador que s'ho havia inventat tot, un d'aquest era el legat Ademar de Monteil, altres hi tenien fe i començaren a fer-se dos grups entre els soldats: el que seguien al legat i els que donaven credibilitat a Pere Bartomeu. Després que Monteil morís aquell mateix any, Pere afirmà que el difunt legat se li havia aparegut i li havia confirmat l'autenticitat de la llança.
Llavors alguns començaren a considerar que la troballa de la llança, un objecte sagrat, era un presagi que anunciava la victòria dels croats, cosa que sant Andreu també havia promès en la seva aparició. Així i tot, la reputació de Pere Bartomeu quedava en dubte: molts encara seguien pensat que tot era una invenció seva, ja que s'havien donat altres casos de persones amb estranyes visions. Ell continuà dient que seguia tenint visions, en una de les quals Crist se li aparegué i li digué que els croats havien de fer el viatge cap a Jerusalem descalços. En altres aparicions de Crist, sant Andreu i d'Ademar, aquests li parlaven de la còlera divina pels pecats dels croats.
Com que no el creien decidí sotmetre's a una ordalia per foc, és a dir una prova de tortura en què suposadament Déu salvava els que deien la veritat. Amb aquesta prova patí greus cremades, però afirmava que no sentia dolor perquè Crist s'havia interposat. Llavors una multitud de decebuts se li tira a sobre. Fou rescatat per Ramon Pilet, senyor d'Alès, i morí el 20 d'abril del 1091 no se sap si a causa de les cremades o per haver estat aixafat per la multitud.